# Anathix euroa
Anathix euroa är en fjärilsart som beskrevs av Augustus Radcliffe Grote och Robinson 1873. Anathix euroa ingår i släktet Anathix och familjen nattflyn. Inga underarter finns listade i Catalogue of Life.